# توکیو اسکای‌تری
توکیو اسکای‌تری (به ژاپنی: 東京スカイツリー) برج مخابراتی و دیدبانی است که در منطقه‌ سومیدا در شهر توکیو، ژاپن، واقع شده است. پس از تکمیل ساخت برج توکیو اسکای‌تری، ارتفاع کلی آن به ۶۳۴ متر رسید و از آن زمان علاوه بر عنوان بلندترین برج کشور ژاپن، عنوان بلندترین برج مخابراتی جهان را به خود اختصاص داده است. در حال حاضر، برج اسکای‌تری از نظر ارتفاع کلی در رتبه‌ سوم جهان قرار دارد؛ پس از برج خلیفه در امارات متحده عربی (با ارتفاع ۸۲۹٫۸ متر) و برج مردیکا ۱۱۸ در مالزی (با ارتفاع ۶۷۸٫۹ متر).
برج اسکای‌تری، محل اصلی پخش تلویزیونی و رادیویی برای منطقه کانتو محسوب می‌شود. برج قدیمی توکیو دیگر قادر به تأمین پوشش کامل پخش دیجیتالی در سطح زمین نبود؛ چرا که در محاصره ساختمان‌های بلند قرار می‌گرفت. ساخت برج اسکای‌تری در تاریخ ۲۹ فوریه ۲۰۱۲ تکمیل و در ۲۲ مه ۲۰۱۲ به‌طور رسمی به روی عموم گشوده شد. این برج عنصر مرکزی یک مجموعه بزرگ تجاری به‌شمار می‌آید که توسط شرکت راه‌آهن توبو (مالک مجموعه) و گروهی متشکل از شش شبکه تلویزیونی زمینی به رهبری ان‌اچ‌کی تأمین مالی می‌شود.
ایستگاه‌های قطار توکیو اسکای‌تری و اوشیاژ در نزدیکی این برج قرار دارند. این مجموعه در فاصله حدود هفت کیلومتری شمال شرق ایستگاه مرکزی توکیو واقع شده است. آکواریوم سومیدا نیز در مجموعه تجاری توکیو سولامچی قرار دارد.

## طرح
طرح برج اسکای‌تری در تاریخ ۲۴ نوامبر ۲۰۰۶ منتشر شد که بر پایه سه مفهوم اصلی شکل گرفته بود:
- ترکیب طراحی نئوفوتوریستی[۷][۸] با زیبایی سنتی ژاپن
- محرک در بازسازی و احیای شهری
- کمک به پیشگیری از حوادث و تأمین ایمنی و امنیت

پایه برج ساختاری شبیه به سه‌پایه دارد. از ارتفاع حدود ۳۵۰ متر به بالا، ساختار برج به صورت استوانه‌ای طراحی شده تا چشم‌اندازی ۳۶۰ درجه از رودخانه و شهر ارائه دهد. دو سکوی دیدبانی در ارتفاع‌های ۳۵۰ متر و ۴۵۰ متر به‌ترتیب با ظرفیت ۲ هزار  نفر و ۹۰۰ نفر قرار دارند. سکوی دیدبانی بالایی شامل راهروی مارپیچ و شیشه‌پوشی است که بازدیدکنندگان در آن ۵ متر پایانی را تا مرتفع‌ترین نقطه برج طی می‌کنند. بخشی از کف شیشه‌ای این سکوی دیدبانی امکان دید مستقیم رو به پایین و تماشای خیابان‌های زیر برج را فراهم می‌سازد.

## نگارخانه

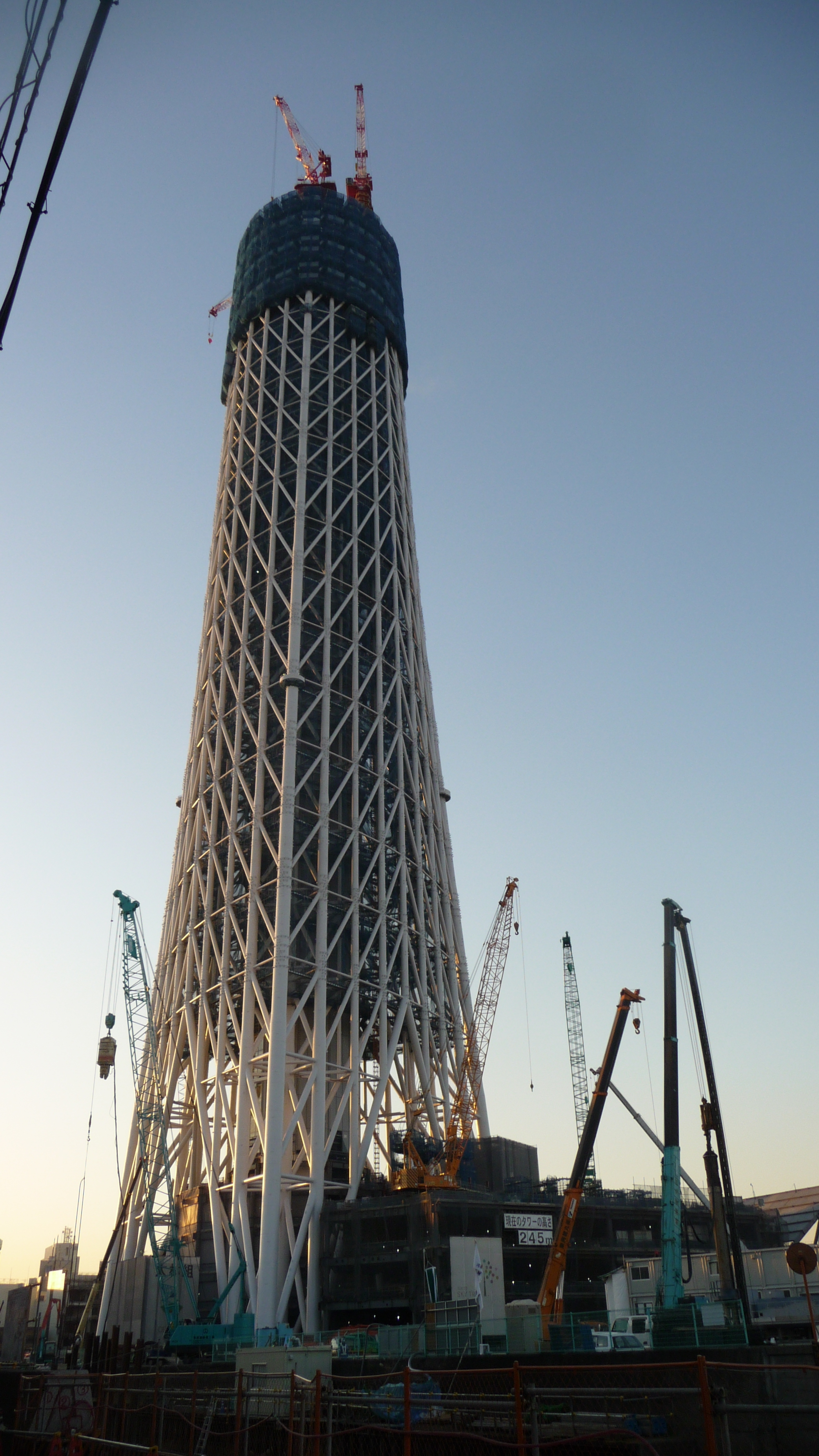
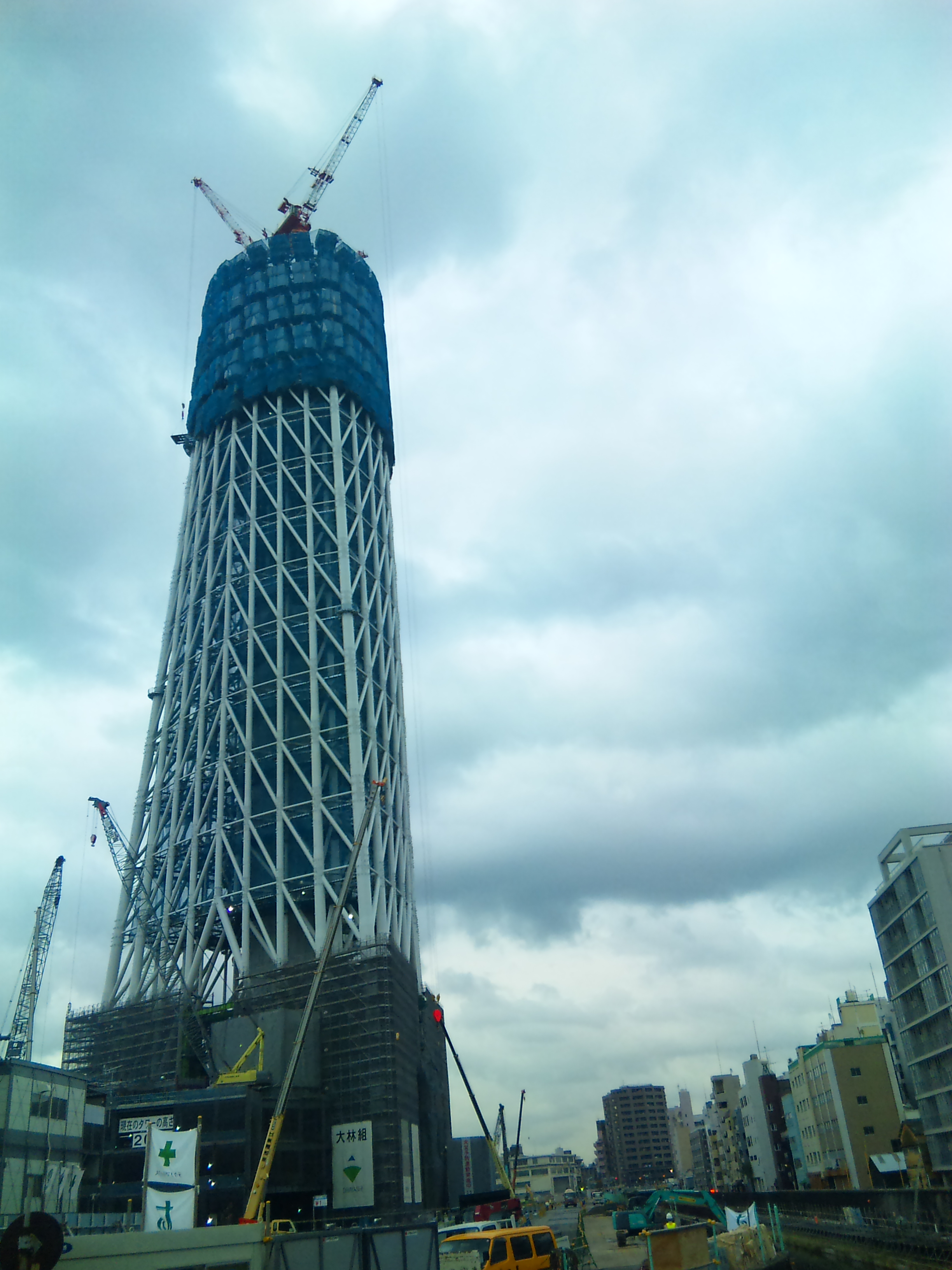
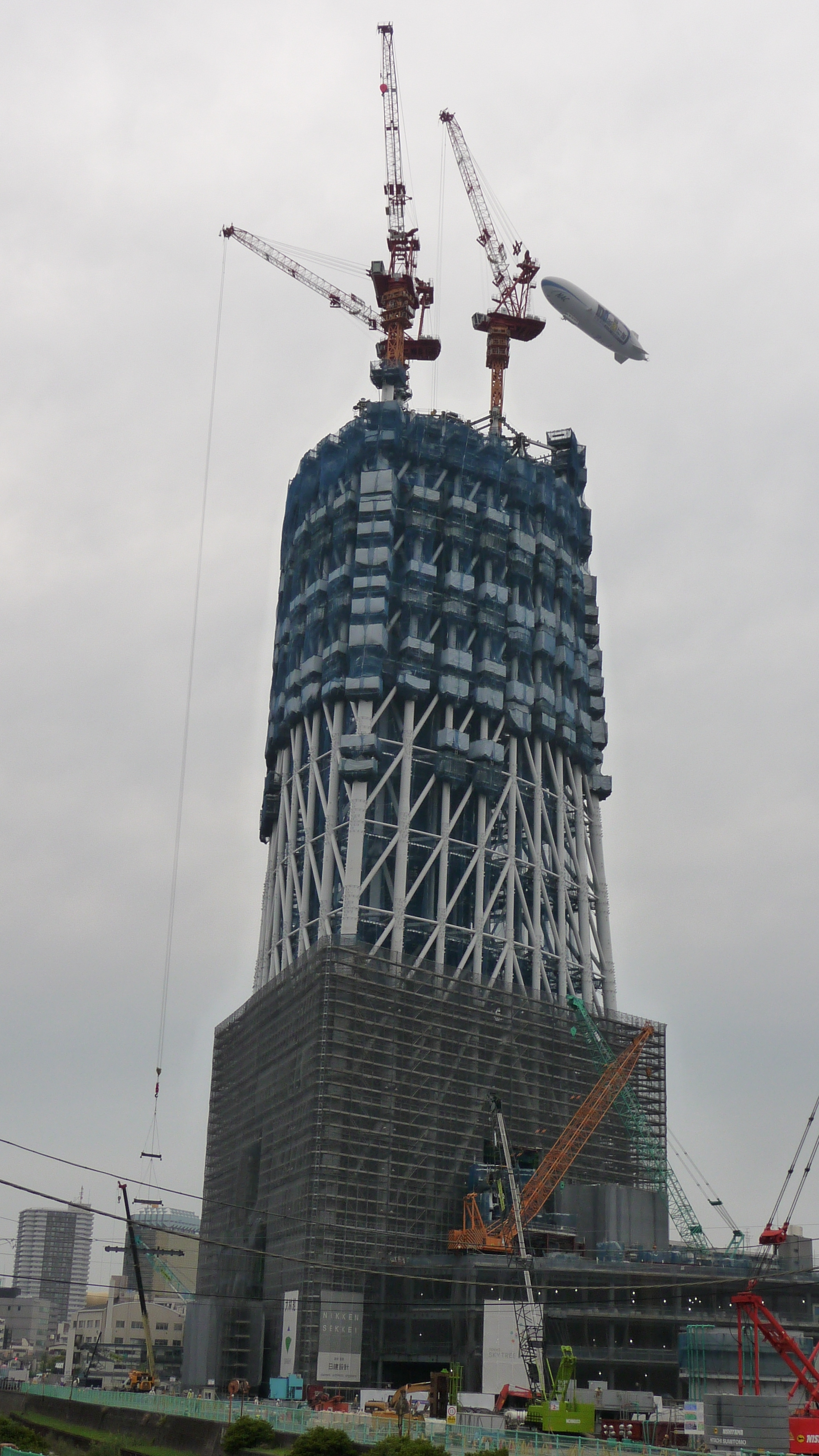
